# Spoorlijn Angers-Saint-Laud - La Flèche
De spoorlijn Angers-Saint-Laud - La Flèche was een Franse spoorlijn van Angers naar La Flèche. De lijn was 43,5 km lang en heeft als lijnnummer 511 000.

## Geschiedenis
De lijn werd geopend door de Compagnie du chemin de fer de Paris à Orléans op 9 mei 1885. Oorspronkelijk liep de lijn vanaf station Angers-Maître-École aan de spoorlijn Loudun - Angers-Maître-École, in 1886 werd de aansluiting verlegd vanaf het station Angers-Saint-Laud aan de spoorlijn Tours - Saint-Nazaire. In 1969 werd via een iets ander tracé de aansluiting weer teruggelegd naar Angers-Maître-École.
Reizigersverkeer werd opgeheven op 17 oktober 1938. Goederenvervoer werd in verschillende gedeeltes opgeheven vanaf 1944. Tussen Durtal en Gouis op 5 augustus 1944, tussen Z.I. Saint-Barthélemy en Durtal op 1 juli 1951, tussen Gouis en La Flèche in 1995 en tussen Angers - Z.I. Saint-Barthélemy in 2001.

## Aansluitingen
In de volgende plaatsen is of was er een aansluiting op de volgende spoorlijnen:
Angers-Saint-Laud
RFN 515 000, spoorlijn tussen Tours en Saint-Nazaire
Angers-Maître-École
RFN 450 000, spoorlijn tussen la Mans en Angers-Maître-École
RFN 521 000, spoorlijn tussen Loudun en Angers-Maître-École
La Flèche
RFN 508 000, spoorlijn tussen Aubigné-Racan en Sablé
RFN 510 000, spoorlijn tussen La Flèche en Vivy